# Landgoed Oosterbeek
Oosterbeek is een landgoed op het grondgebied van de gemeente Wassenaar, het is sinds 1953 eigendom van de gemeente Den Haag.
Het landgoed ontstond in de 17e eeuw. Jonathan van Luchtenburch, rentmeester-generaal van de grafelijke domeinen in Noord-Holland, kocht in 1629 een boerenwoning met wat land, gelegen tussen landgoed Clingendael en het Haagse Bos. Hij bouwde er een huis omringd door een gracht, er kwamen stallen en een tuinhuis en hij legde een stuk bos aan. Tegenover het huis kwam een vijver met een eiland.

## Eigenaars

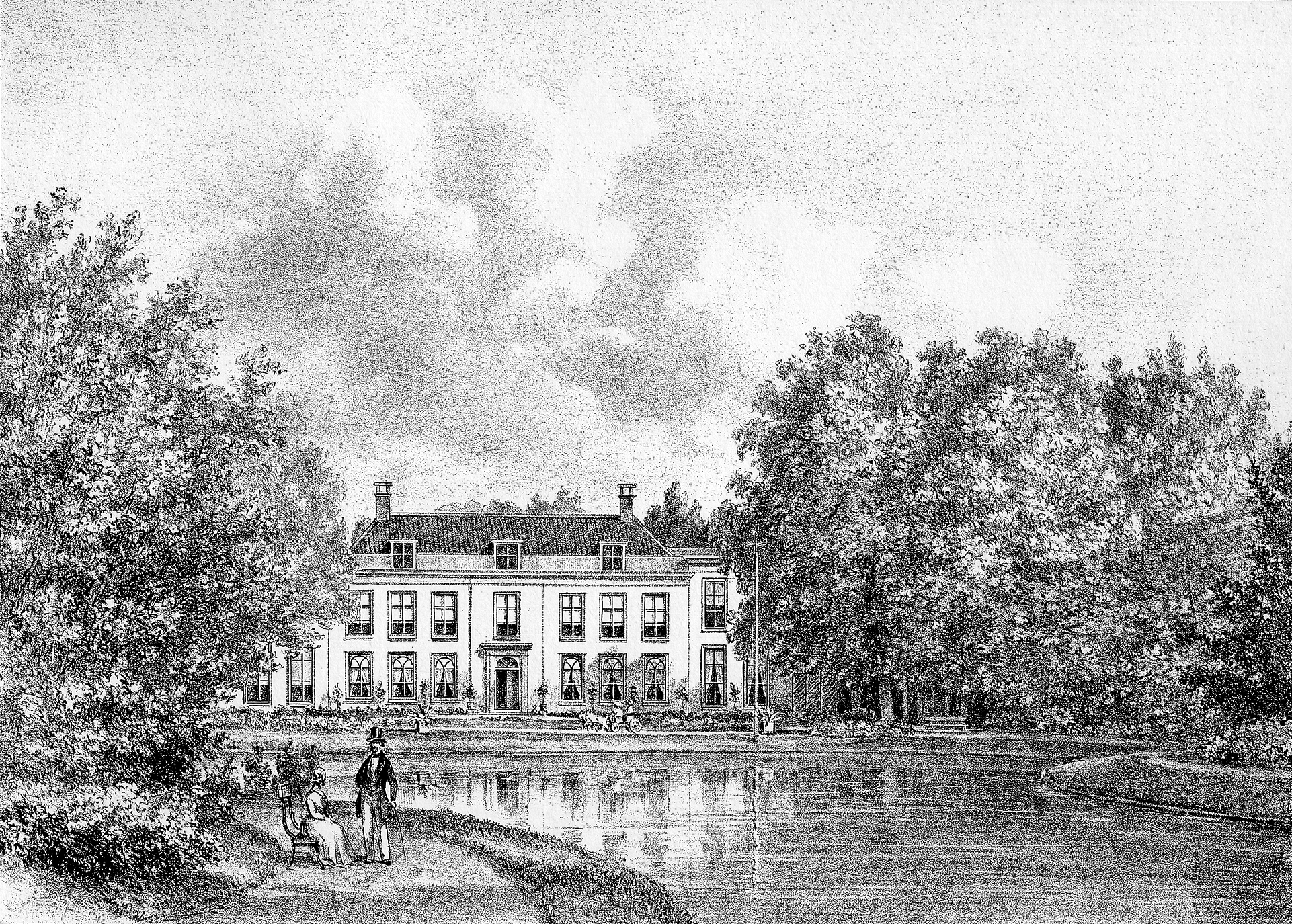
Buitenplaats Oosterbeek door Petrus Josephus Lutgers, ca. 1856

Na Van Luchtenburchs overlijden werd zijn dochter Cuniera failliet verklaard. Het landgoed werd in 1659 gekocht door Mr Jacob van Beveren, heer van Zwijndrecht, en meermalen burgemeester van Dordrecht. Na zijn dood in 1676 erfde zijn dochter Lidia het landgoed. Zij trouwde met Nicolaas van der Dussen, in wiens familie het landgoed een paar generaties bleef. Nicolaas van der Dussen (1718 - 1770) was evenals zijn vader heer van Oost-Barendrecht en bekleedde functies in het bestuur van Dordrecht. In 1749 trad hij in het huwelijk met Elisabeth Aletta Slicher. De familiewapens van het echtpaar Dussen Slicher staan op het inrijhek. Men kan de familie Dussen Slicher verantwoordelijk houden voor een groot deel van de aanleg van Oosterbeek. Het hekwerk vindt men tegenwoordig op de boerderij Boomvliet bij Dirksland (Rijksmonument).
In 1783 verkocht Ewout van der Dussen het landgoed aan Ignatius Johan van Hees, secretaris van de Raad van State. Na zijn overlijden in 1791 verkochten zijn drie kinderen het landgoed aan Pieter Andries de Moraaz, die het in 1802 doorverkocht aan Arnold Lambert Bicker, een suikerraffinadeur uit Rotterdam. Bicker verkocht een deel van de grond en daarna de rest aan Jan Bernd Bicker († 1812), getrouwd met Catharina Six, beiden uit Amsterdam. De Bickers zijn ondanks dezelfde familienaam niet verwant. Hij liet Johan David Zocher sr., die op Paleis Huis ten Bosch bezig was een exercitieplein aan te leggen, een plan maken om zijn tuin te moderniseren.

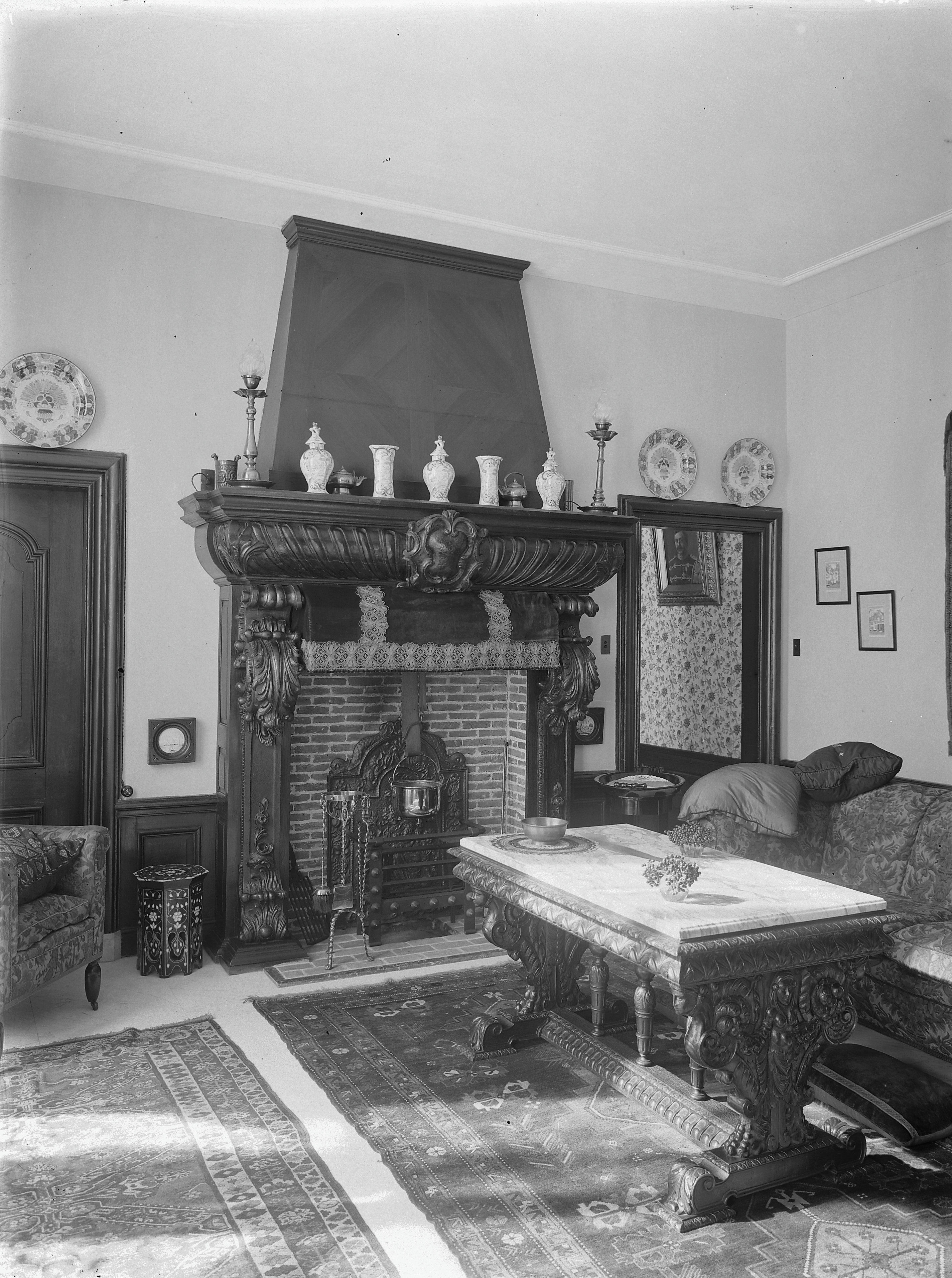
Hal van Buitenplaats Oosterbeek, vóór de Tweede Wereldoorlog

In 1815 werd de buitenplaats in het openbaar verkocht. De nieuwe eigenaar, George Louis Staanislav Capadose, verkocht het in 1839 aan Arnoud Willem baron van Brienen van de Groote Lindt, eigenaar van het aangrenzende landgoed Clingendael. De tuin werd hierna door J.D. Zocher jr. in vroege landschapsstijl herschapen. Aan de oostkant van de oprijlaan verrees in 1854 een tuinmanswoning.

## Filmstad
In 1935 werd Oosterbeek gekocht door filmproducent Loet Barnstijn. Hij bouwde op Oosterbeek twee filmstudio's, en noemde dit 'Filmstad'. Ook de andere gebouwen op het landgoed werden gebruikt voor zijn filmindustrie, er kwam een kantoor, een filmopslag, een geluidsstudio en een technische werkplaats.

### Tijdens de Tweede Wereldoorlog
Toen de Tweede Wereldoorlog uitbrak, verbleef de Joodse Barnstijn in de Verenigde Staten. Zijn filmstudio's op Oosterbeek werden in beslag genomen en door de Duitse filmmaatschappij U.F.A. gebruikt om propagandafilms te maken. Engelse vliegtuigen hebben de studio's gebombardeerd.
Tijdens de Duitse bezetting werd langs de oostelijke kant van Clingendael en Oosterbeek een tankgracht gegraven. Ook werden er drie bunkers aangelegd en een werkplaats voor het afmonteren van V1-vliegende bommen en V2-raketten.
Radio-omroeppionier Hanso Idzerda werd tijdens de Tweede Wereldoorlog op landgoed Oosterbeek onder een beukenboom standrechtelijk geëxecuteerd. Zijn lichaam werd daar op 28 september 1945 gevonden.

### Na de Tweede Wereldoorlog
Na de oorlog kwam Barnstijn terug op Oosterbeek en verhuurde Amerikaanse films. In 1950 ging hij terug naar New York waar hij in 1953 overleed. Het landgoed kwam in bezit van het toenmalige Nederlands Beheersinstituut. Het huis en de filmstudio's waren dusdanig vernield dat ze werden afgebroken.
Op 11 augustus 1953 kocht de gemeente Den Haag het landgoed. Op de weilanden aan de oostelijke (Wassenaarse) kant werden sportvelden aangelegd.

## Nebo
Een deel van Oosterbeek kreeg in 1995 een bouwbestemming. In 2000 werd aan de kant van de Rijksweg A44, op Haags grondgebied, het verpleeghuis Nebo gebouwd met enkele seniorenwoningen. 

## Status en gebruik
Het Landgoed Oosterbeek en de tuinmanswoning zijn sinds 2002 beschermd als Rijksmonument.
Een deel van het park is vogelrustgebied.
De voormalige generatorhal van Filmstad is nu als botenhuis in gebruik door scoutinggroep 'De Vliegende Hollander'. De filmkluis is onderdeel van hun clubhuis.